# Дочка Сатани
Дочка Сатани (англ. To the Devil a Daughter) — фільм жахів 1976 року.

## Сюжет
Безневинна черниця Катерина, яка перебуває під заступництвом отця Майкла, повинна дати народження синові Сатани. Позбавлений духовного сану отець Майкл поклоняється Сатані і протистоїть священику Джону Вернею, спеціалісту по окультизму, який має врятувати безневинну Катерину і Землю від пришестя Диявола.

## У ролях
| Актор                | Роль            |
| -------------------- | --------------- |
| Річард Уідмарк       | Джон Верней     |
| Крістофер Лі         | Отець Майкл     |
| Настасія Кінські     | Катерина        |
| Онор Блекман         | Анна            |
| Денхолм Елліот       | Генрі Беддовс   |
| Майкл Гудліфф        | Джордж де Грасс |
| Єва Марія Майнеке    | Евелін де Грасс |
| Ентоні Валентайн     | Девід           |
| Дерек Френсіс        | єпископ         |
| Ізабелла Тележіньска | Маргарет        |
| Костянтин Грегорі    | Колбі           |
| Анна Бентінк         | Ізабель         |